# Strijelac (znak)
Strijelac (lat. Saggitarius Unicode ♐) je jedan od 12 zodijačkih znakova. Osobe rođene od 22. studenog do 21. prosinca rođene su u znaku strijelca.
- Vladajući planet - Jupiter
- Element - Vatra